# Azorella cryptantha
Azorella cryptantha là một loài thực vật có hoa trong họ Hoa tán. Loài này được (Clos) Reiche mô tả khoa học đầu tiên năm 1899.